# Dideoksynukleotydy

Struktura trifosforanu 2',3'-dideoksyadenozyny (ddATP)

Dideoksynukleotydy to nukleotydy hamujące wydłużanie nici DNA, używane w sekwencjonowaniu DNA metodą Sangera. W literaturze określane są również jako 2',3' didoksynuklotydy, bądź w skrócie jako ddNTP (ddGTP, ddATP, ddTTP i ddCTP).
Brak grupy hydroksylowej w pozycji 3’ pentozy, niezbędnej do tworzenia wiązania fosfodiestrowego, powoduje, że po przyłączeniu dideoksynukleotydu do łańcucha następuje zatrzymanie reakcji wydłużenia nowej nici DNA. Opisane działanie stanowi podstawę sekwencjonowania DNA metodą dideoksy, opracowanej przez Fredericka Sangera i jego zespół w 1977 roku. Do próbki DNA poddawanej PCR (reakcja łańcuchowa polimerazy) dodaje się wszystkie cztery deoksynukleotydy i jeden dideoksynukleotyd. Powoduje to powstanie nici każdej możliwej długości, przez jej terminację przez ddNTP w losowym miejscu.  Zatem, jeśli próbka zostanie następnie poddana elektroforezie, dla każdej długości będzie obecny prążek, przy którym występuje znakowany dideoksynukleotyd. Obecnie powszechne jest stosowanie fluorescencyjnych dideoksynukleotydów w taki sposób, że każdy z czterech ma inną fluorescencję, którą można wykryć za pomocą sekwencera, pozwala to na wykonanie tylko jednej reakcji.